# Erjon Haki Xhafa
Erjon Haki Xhafa (Lushnjë, 29 aprile 1986) è un ex calciatore albanese, di ruolo difensore.
Ha anche un fratello più grande, Erion Gani, anch'egli ex calciatore ed allenatore.